# 코드 자동 완성
코드 자동 완성은 많은 통합 개발 환경의 자동 완성 기능으로, 일반적인 실수를 수정하고 코드 줄을 제안함으로써 응용 프로그램을 코딩하는 과정을 가속화한다. 이는 일반적으로 입력 중 팝업, 함수 매개변수 쿼리, 구문 오류와 관련된 쿼리 힌트를 통해 발생한다. 최신 코드 자동 완성 소프트웨어는 일반적으로 생성형 인공지능 시스템을 사용하여 코드 줄을 예측한다. 코드 자동 완성 및 관련 도구는 정적 분석을 사용하여 변수 이름, 함수 및 메서드에 대한 문서화 및 명확화 역할을 한다.
이 기능은 다양한 프로그래밍 환경에 나타난다. 구현에는 비주얼 스튜디오 코드의 인텔리센스(IntelliSense)가 포함된다.